# Ramu
Der Ramu (in der deutschen Kolonialzeit Ottilienfluss) ist ein Fluss im nördlichen Papua-Neuguinea.

## Lage und Lauf
Sein Quellgebiet befindet sich nördlich des Kraetkegebirges in einem weiten Hochtal. Der Ramu durchfließt dort die Kleinstadt Kainantu und den Yonki-Stausee, verlässt dann in nördlicher Richtung das Hochland und fließt schließlich in nordwestliche Richtung etwa 640 Kilometer weit durch die Provinz Madang.
Während seines Wegs ergießen sich zahlreiche Nebenflüsse linksseitig aus dem Bismarckgebirge und rechtsseitig aus dem Finisterre- und dem Adelbertgebirge in den Ramu. Der Fluss mündet ca. 20 km südöstlich der Sepik-Mündung in die Broken Water Bay der Bismarcksee. Während der Regenzeit vereinigen sich der Ramu und der Sepik in der überfluteten Ebene unweit des Mündungsgebiets.
Das 12 Kilometer östlich von Kainantu im Aronatal gelegene Ramu 1 Wasserkraftwerk am Yonki-Staudamm versorgt Lae, Madang und den größten Teil des Hochlandes mit Strom.

## Natur
Im Ramu-Einzugsgebiet liegt der Ramu-Nationalpark.

## Geschichte
Seit Jahrtausenden leben örtliche Eingeborenenstämme in Dörfern entlang des Flusses, der die Basis für Ernährung, Transport und Kultur darstellt.

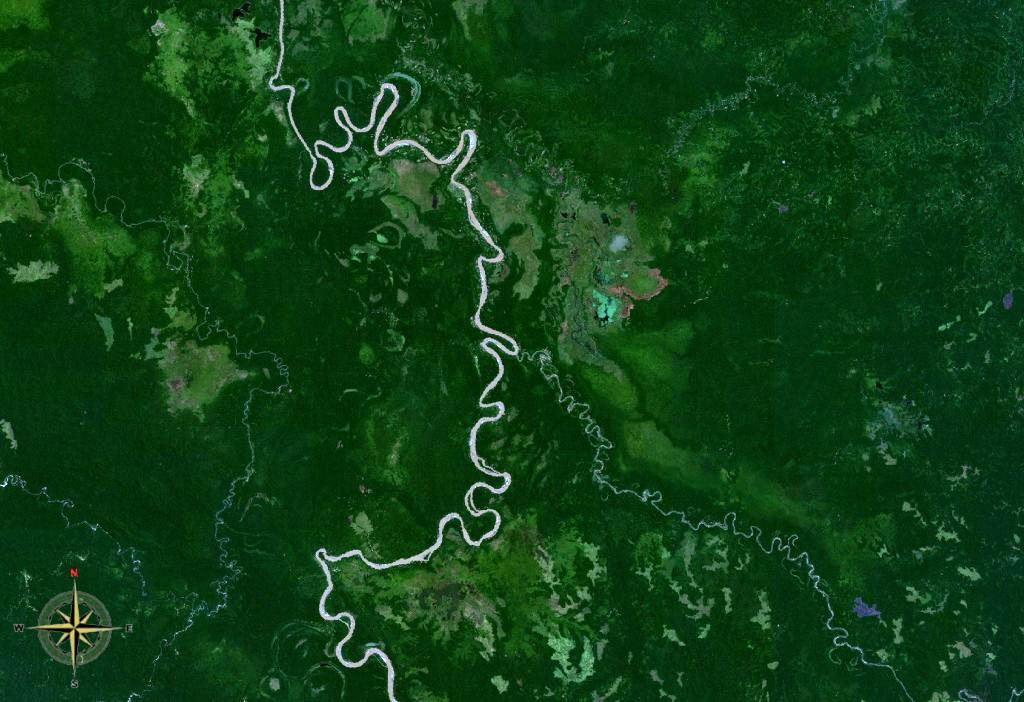
Mittellauf des Ramu, mit der Einmündung des Songeram von rechts, und links der Keram (zum Sepik). NASA-Satellitenbild

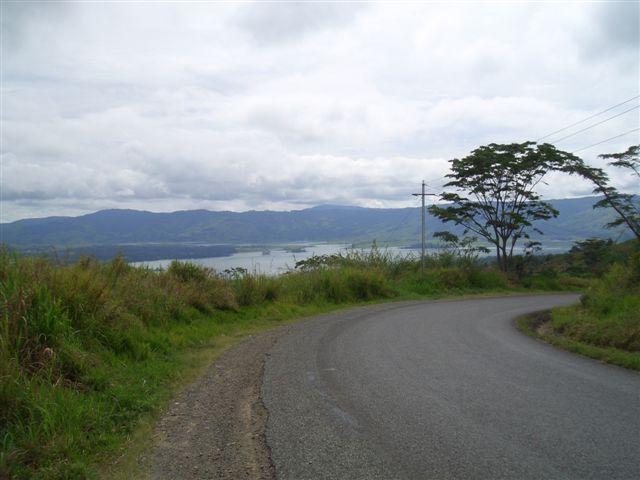
Der Yonki-Staudamm vom Highlands Highway aus gesehen

### Deutsche Erforschung
Das Gebiet um den Ramu war Teil von Kaiser-Wilhelms-Land, wo das Deutsche Reich 1884 Deutsch-Neuguinea gründete. Die Deutschen erforschten ihr Territorium schnell, und so wurde der Ramu bereits 1886 vom Vizeadmiral Georg von Schleinitz entdeckt, der eigentlich eine Expedition zum Sepik unternommen hatte und bei der Rückkehr nach Finschhafen auf die Mündung stieß. Schleinitz nannte den Fluss „Ottilienfluss“, nach seinem Schiff, das Ottilie hieß.
Der Lauf des Ramu wurde erstmals zehn Jahre später (1896) durch die Kaiser-Wilhelmsland-Expedition entdeckt. Karl Lauterbach, ein Botaniker, hatte eine Expedition der Neuguinea-Kompagnie angeführt, um die Quellen des Markham-Flusses zu finden. Nachdem das Team von der südlich Madangs gelegenen Astrolabebai aus die Oertzenberge überquert hatte, stieß es anstelle des Markhams auf einen unbekannten, nach Nordwesten strömenden Fluss. Lauterbach folgte dann dem Ramu, den er damit entdeckt hatte, ein Stück weit per Kanu, doch als die Vorräte schwanden, kehrte man auf derselben Route zurück zur Küste.
Ein weiterer deutscher Forscher, Ernst Tappenbeck, der Lauterbach zuvor begleitet hatte, leitete 1898 die Zweite Ramu-Expedition. Tappenbecks Auftrag war, durch Zurückverfolgung des Ramu flussaufwärts herauszufinden, ob der 1886 entdeckte „Ottilienfluss“ mit von Lauterbach gefundenen Ramu identisch sei. Er wurde von ehemaligen Offizieren der preußischen Armee, einem Funktionär der Kompagnie und einem australischen Goldprospektoren namens Robert Phillip begleitet. Die Mannschaft reiste mit dem Dampfer Johann Albrecht, der der Neuguinea-Kompagnie gehörte.
Nach einigen Reisetagen den Ramu hinauf, ließ Tappenbeck seine Mitreisenden in einem gut ausgerüsteten Lager zurück, da der Wasserstand sank. Er kehrt viereinhalb Monate später in einem anderen Dampfer namens Herzogin Elisabeth zurück, worauf das Expeditionsteam 310 Kilometer weit in den Ramu eindringen konnte. Per Kanu konnte man sogar noch weiter vorstoßen. Ende 1898 hatte man am Fluss eine Station gegründet, den Ramu und seine Nebenflüsse kartiert und eine große botanische Sammlung zusammengetragen.
Die Deutschen führten weitere Expeditionen durch, um nach Gold und botanischen Fundstücken zu suchen. 1902 gründeten Hans August Lorenz Klink und Johannes Schlenzig eine Station, die später durch einen Reitweg mit der Küste verbunden wurde. Rudolf Schlechter leitete 1902 eine Forschungsreise, bei der Guttaperchabäume gesucht werden sollten. 1907 dann führte der österreichische Forscher Wilhelm Dammköhler eine Expedition ins Markham-Tal und verband damit erstmals die Quellen des Markham und des Ramu.

### Australische Verwaltung
Nach dem Ersten Weltkrieg kam Deutsch-Neuguinea unter australische Kontrolle. 1936 wagte sich der Brite Lord Moyne im Zuge einer Expedition nach Indonesien und Neuguinea den Ramu hinauf. Moyne entdeckte etwa 270 Kilometer von der Mündung des Flusses entfernt einen Stamm pygmäenähnlicher Menschen, die die Region des mittleren Ramu bewohnten. Diese Menschen heißen heute Aiom und erreichen eine durchschnittliche Körpergröße von 1,27 m.